# Episodi di Bleach: Thousand Year Blood War (seconda stagione)
La seconda stagione dell'anime Bleach: Thousand Year Blood War, seguito del primo adattamento animato della serie, chiamato semplicemente Bleach, si intitola saga della separazione e comprende gli episodi dal 14 al 26. La regia delle puntate è a cura di Tomohisa Taguchi e sono prodotte da Pierrot. Gli episodi sono adattati dall'ultimo arco narrativo del manga Bleach e corrispondono ai capitoli dal 542 al 609. La seconda stagione è andata in onda in Giappone dall'8 luglio al 30 settembre 2023 su TV Tokyo. In Italia è stata distribuita dal 9 settembre al 30 novembre 2023 su Disney+.
La sigla d'apertura è STARS dei w.o.d., mentre quella di chiusura è Endroll di Yoh Kamiyama.

## Lista episodi
| Nº | Titolo italiano Giapponese 「Kanji」 - Rōmaji | In onda           | In onda           |
| Nº | Titolo italiano Giapponese 「Kanji」 - Rōmaji | Giapponese        | Italiano          |
| 14 | Gli ultimi 9 giorni 「THE LAST 9DAYS」 | 8 luglio 2023     | 9 settembre 2023  |
| 14 | Ichigo inizia il suo addestramento con Ichibē Hyōsube, il capitano della Squadra 0. Nel frattempo, Yhwach raduna l'esercito Quincy per annunciare di aver scelto Uryū come suo successore, causando discordia tra molti degli Stern Ritter che consideravano Haschwalth più degno per il posto. Askin Nakk Le Vaar ferma il putiferio tra gli altri, in particolare Bazz-B e Haschwalth. A Hueco Mundo, anche Orihime e Chad iniziano l'addestramento, mentre Urahara ricerca il Medaglione Quincy. Ichibē conduce Ichigo in un posto speciale nel Palazzo Reale, a cui si può accedere solo con il permesso del Re delle Anime, per renderlo più forte. Il nuovo Capitano Capo Shunsui Kyōraku dà agli amici umani di Ichigo un Biglietto dell'Anima per entrare nella Soul Society nel caso in cui la pressione spirituale di Ichigo diventi troppo forte da sopportare per il Mondo Umano. Rukia e Renji continuano il loro addestramento nel Palazzo Reale, mentre Byakuya si riprende con l'aiuto di Kirinji. Una cupola oscura avvolge il Seireitei e l'esercito dei Quincy si solleva. Yhwach dichiara che riprenderà il mondo nei prossimi 9 giorni, come da Quincy Song, il Kaiser Gesang. |                   |                   |
| 15 | Pace dalle ombre 「Peace from Shadows」 | 15 luglio 2023    | 16 settembre 2023 |
| 15 | I Wandenreich iniziano la loro seconda invasione del Seireitei. Haschwalth ordina agli Stern Ritter che hanno rubato Bankais di sconfiggere i capitani da cui li hanno rubati. Askin arriva nella caserma della 12ª Squadra e spiega che il nascondiglio dei Quincy, il Wandenreich, è stato creato con i poteri dei Quincy ed è nascosto nelle ombre del Seireitei, da dove osservavano e studiavano tutto e tutti. Mayuri e Nemu Kurotsuchi emergono dal laboratorio segreto del primo, che era nascosto in completa luminosità, dove aveva ideato le contromisure contro le tecniche di trasporto dei Quincy. Infastidito dall'assurdità e dalla tenacia di Mayuri, Askin se ne va. Haschwalth affronta personalmente Shunsui e Nanao, ma quest'ultimo ha ideato un potente incantesimo Kido per trattenere gli Stern Ritter. I Soul Reapers e i Soldats sono in guerra totale per le strade del Seireitei. Il capitano della squadra 10 Toshiro Hitsugaya e il tenente Rangiku Matsumoto affrontano Bazz-B. Nel frattempo, il tenente della squadra 2 Marechiyo Ōmaeda cerca di proteggere la sorellina da Stern Ritter "K" BG9, ma il capitano Soi Fon arriva per proteggerli. Hitsugaya e Rangiku usano tattiche subdole, come combinare le loro abilità per fermare Bazz-B sul nascere, ma non possono competere con i suoi poteri. Bazz-B sconfigge senza sforzo Hitsugaya, ma Stern Ritter "I" Cang Du interviene per eliminarlo con il suo Bankai rubato. BG9 ferisce gravemente anche Soi Fon. Improvvisamente, Urahara contatta Mayuri e rivela di aver escogitato un modo per recuperare i Bankai rubati. |                   |                   |
| 16 | La violenza basilare 「The Fundamental Virulence」 | 22 luglio 2023    | 23 settembre 2023 |
| 16 | Cang Du non solo rivela di aver già reso inabile Rangiku, prima di tentare di finire Hitsugaya con il suo Bankai, mentre Bazz-B se ne va. Urahara arriva alla caserma della 12ª Squadra e racconta a Mayuri come ha escogitato il metodo per restituire i Bankai rubati e impedire che tutti venissero rubati. Rivela lo Shin'eiyaku, una pillola nera che rende temporaneamente vuoti i Bankai, trasformandoli così in veleno per i Quincy, che ha ideato dopo aver notato che Quilge non riusciva a controllare il Reishi che aveva assorbito dagli arrancar, che aveva già inviato a tutti coloro che erano noti per possedere Bankai. Hitsugaya tocca la pillola inviatagli e gradualmente riacquista il suo Bankai, ora svuotato, sconfiggendo Cang Du e crollando in seguito. BG9 tenta di raccogliere il Soi Fon inabile, ma Ōmaeda le dà la pillola e lei usa il suo Bankai riacquistato per sconfiggere BG9. Altrove, diverse decine di Soldat circondano il capitano della Squadra 5 Shinji Hirako dopo aver ucciso la sua squadra. Questo dà a Shinji l'opportunità di usare finalmente il suo Bankai, Sakashima Yokoshima Happō Fusagari, che fa sì che i suoi bersagli scambino i compagni per nemici e i nemici per compagni, costringendo così tutti i Soldat ad uccidersi a vicenda. Accompagnati dall'11a Squadra 5° posto Yumichika Ayasegawa, il tenente della 9a Squadra Shuhei Hisagi e l'11a Squadra 3° posto Ikkaku Madarame assorbono uno Shin'eiyaku, quando Stern Ritter "S", Mask de Masculine si schianta su di loro per reclamare la gloria, contrastandoli e battendoli senza sforzo. Stern Ritter "E", Bambietta Basterbine guida il suo squadrone di Stern Ritter alla ricerca del capitano della 7a Squadra Sajin Komamura. A causa delle sue continue lamentele, la sua squadra la abbandona. Arrabbiata per essere stata abbandonata, usa il suo potere per esplodere e distruggere l'area circostante proprio mentre Komamura arriva per fermarla in armatura completa. Mentre Komamura afferma di avere fretta di vendicare Yamamoto uccidendo Yhwach, Shinji arriva per mandarlo via. Shinji usa il suo Shikai su Bambietta per disorientarla completamente e giocare con lei. Bambietta e tutti gli Stern Ritter caduti attivano i loro Quincy Vollständigs. Nel frattempo, nel Soul Palace, Ichigo continua a entrare nel corridoio buio mentre prova un dolore incommensurabile, pressione spirituale e visioni di un uomo in una pozza di Reishi ripetutamente, con le immagini che diventano più chiare e raffigurano il Soul King. |                   |                   |
| 17 | Cuore di lupo 「HEART of WOLF」 | 29 luglio 2023    | 30 settembre 2023 |
| 17 | Bambietta colpisce immediatamente Shinji con i suoi poteri Vollständig. Komamura e il tenente della quinta squadra Momo Hinamori intervengono e quest'ultimo porta via Shinji, mentre il primo protegge la loro fuga. Bambietta spiega che la sua abilità non è quella di fare bombe, ma di far esplodere qualsiasi cosa tocchi i suoi proiettili Reishi, contro cui non ci si può difendere. Fa saltare in aria l'elmetto di Komamura, rivelando la sua nuova forma umana. Komamura spiega che ha ottenuto la Tecnica di Umanizzazione segreta del suo clan strappandosi il cuore e sacrificandolo all'anziano del clan. In quanto tale, Komamura è virtualmente immortale e invulnerabile mentre è in forma umana. Komamura usa il suo Bankai, che è anche invulnerabile ora senza la sua armatura, per colpire Bambietta con i suoi stessi proiettili Reishi esplosivi. Komamura si precipita verso Yhwach, ma il suo cuore cede e si trasforma in una forma di lupo completamente non umana, incapace di parlare mentre il suo tenente, Tetsuzaemon Iba, lo porta via. La morente Bambietta viene portata via dalla sua squadra, mentre gli sconfitti Cang Du e BG9 vengono raccolti da Uryū. Anche Haschwalth torna dalla parte di Yhwach. Mask sconfigge anche i suoi avversari, dopo il supporto del suo fan James. Prima che possa ucciderli, però, Mask viene fermato dall'arrivo del capitano della 9a Squadra Kensei Muguruma e del capitano della 3a Squadra Rōjūrō "Rose" Ōtoribashi. Nel frattempo, Ichibē dice a Ichigo che sta vivendo il passato della Soul Society all'interno dei poteri del Soul King. Ichigo attraversa con successo il cancello del corridoio e va al palazzo di Senjumaru Shutara. |                   |                   |
| 18 | Furore a bordi ring 「Rages at Ringside」 | 5 agosto 2023     | 7 ottobre 2023    |
| 18 | Shunsui ordina ai restanti Soul Reapers di riorganizzarsi in luoghi sicuri, con il coordinamento di Mayuri. Kensei attiva il suo Bankai, Tekken Tachikaze, per colpire Mask. Dopo una fugace vittoria, Kensei viene distrutto e gravemente ferito da Mask, che si è rialzato grazie al tifo di James. Dopo che Hisagi ferito li avverte del ruolo di James, Rose interviene e uccide il fan, prima di attivare il suo Bankai, Kinshara Butōdan. Mask viene ripetutamente attaccato da una raffica di attacchi di fuoco e acqua, ma si rende conto che non dovrebbe esistere una Zanpakutō in grado di controllare entrambi. Rose lo afferma, vantandosi che il suo Bankai è in realtà basato su illusioni, indotte dal suono. Pertanto, Mask si fa scoppiare i timpani, così da creare un buco a forma di stella attraverso Rose. Prima che Mask possa eliminare i due capitani, Renji blocca facilmente il suo attacco. Arriva anche Rukia, entrambi hanno terminato l'addestramento della Squadra 0 e sono diventati molto più forti. Mentre Rukia porta i due capitani a Kotetsu, Renji non è turbato da nessuno degli attacchi di Mask. Mask attiva il suo Vollständig e usa il suo attacco Reishi più potente su Renji, incenerendo accidentalmente anche James, ma lo blocca con il suo nuovo e vero Bankai completo, Sō-ō Zabimaru. Poiché Zabimaru lo aveva completamente rifiutato in precedenza, Renji non poteva maneggiarlo completamente, ma ci riesce e usa la sua nuova tecnica del Bankai, Sō-ō Zabimaru: Zāgā Tēppō e distrugge Mask con essa, e senza James che lo applaude, Mask non può tornare. Dopo la morte di Mask, Yhwach assorbe le particelle Reishi che rimangono di Stern Ritter "M" di fronte a Uryū, prima di entrare in un'ombra, da cui emerge Jugram Haschwalth. Uryū mette in dubbio la sua presenza, ma Haschwalth spiega che non solo lui e Yhwach, ma Yhwach e tutti i Quincy sono collegati. Dal momento che Uryū è ora il successore prescelto, Haschwalth decide di spiegare che tipo di essere è Yhwach e da dove provengono i suoi poteri. |                   |                   |
| 19 | La bianca foschia 「The White Haze」 | 12 agosto 2023    | 14 ottobre 2023   |
| 19 | Dopo aver completato l'addestramento con tutta la Squadra 0, Ichigo inizia a scendere al Seireitei e informa Urahara del suo arrivo. Uryū scopre che Haschwalth sta uccidendo BG9 e Cang Du per il loro fallimento. Haschwalth rivela che tutti coloro a cui viene data una parte dell'anima di Yhwach hanno i loro poteri, conoscenze e abilità, assorbiti da Yhwach insieme alla loro anima alla morte. Mentre Rukia scandaglia il Seireitei, è allarmata dall'arrivo di Stern Ritter "F" Äs Nödt, che sta cercando il Senbonzakura di Byakuya. Poiché ora è molto più forte e ha imparato cosa fa realmente la sua Zanpakutō, in particolare la sua capacità di abbassare la temperatura dei suoi utilizzatori e qualsiasi cosa tocchi allo zero assoluto, è in grado di congelare Äs Nödt. Arrabbiato per il rifiuto della paura da parte di Rukia, Äs attiva il suo Quincy Vollständig, che trasmette paura solo alla vista del suo corpo grottesco. Quando rimane intrappolata a causa di un momento di paura, Byakuya interviene per riconoscere la sua crescita. Äs schernisce Byakuya, ma quest'ultimo permette a Rukia di stare in piedi da sola. Scatena il suo pericoloso Bankai, Hakka no Togame, per congelare all'istante Äs a morte. Byakuya tiene insieme Rukia, mentre lei lo disfa e le dice di allenarsi con il Bankai, così non si uccide accidentalmente con esso. Mentre si prendono cura di Rose e Kensei, Isane e il tenente dell'11ª squadra Yachiru Kusajishi vengono attaccati da uno Stern Ritter. |                   |                   |
| 20 | Io sono il filo della lama 「I AM THE EDGE」 | 19 agosto 2023    | 21 ottobre 2023   |
| 20 | Lo Stern Ritter "V" Gwenael Lee spiega che la sua abilità è quella di sottrarsi ai sensi, alla mente e alla realtà del suo avversario. Tuttavia, è sempre più infastidito quando Yachiru lo attacca per puro istinto non appena riemerge per attaccare. Notando il fallimento di Lee, il vero Stern Ritter "V" Gremmy Thoumeaux appare nella barriera con Kensei e Rose, spiegando che la sua abilità è quella di trasformare in realtà qualsiasi cosa immagini, e Lee è solo frutto della sua immaginazione che cancella immediatamente, dopo aver già ucciso Rose e Kensei. Immagina che le ossa di Yachiru siano fatte di biscotti, rendendola inabile. All'improvviso, Kenpachi irrompe nel posto e informa Isane della morte di Unohana. Considerandosi il più forte Stern Ritter, Gremmy sfida immediatamente Kenpachi. Cerca di immaginarlo in una pozza d'acqua per annegarlo, ma Kenpachi si libera e lo colpisce. Gremmy immagina quindi varie pistole e missili e immagina un altro corpo per sé, raddoppiando il suo potere di immaginazione. Con il potere raddoppiato, immagina un meteorite che si schianta sul Seireitei, allarmando sia gli Soul Reapers che i Quincy. Kenpachi, avendo appreso il nome della sua Zanpakutō, Nozarashi, decide di scatenare il suo Shikai, che assomiglia a una mannaia da macellaio di grandi dimensioni, con cui annienta il meteorite. Gremmy immagina più di una dozzina di se stesso e, con i loro poteri combinati, immagina Kenpachi nello spazio. Sebbene gravemente ferito, Kenpachi sfonda lo spazio immaginario e colpisce Gremmy. Adirato per la sua resistenza e forza, Gremmy cerca di immaginare il suo corpo forte quanto quello di Kenpachi, che a sua volta ha trasformato la sua stessa immaginazione in un'arma contro di lui, poiché vedeva Kenpachi come un mostro onnipotente, distruggendo il suo stesso corpo. Mentre sta morendo, Gremmy rivela che il suo vero corpo è solo un cervello. |                   |                   |
| 21 | La stella senza testa 「The Headless Star」 | 26 agosto 2023    | 28 ottobre 2023   |
| 21 | Nonostante i suoi organi interni siano gravemente danneggiati, Kenpachi cerca senza sosta Yachiru, che è scomparso. Poi, viene aggredito dalla squadra di Bambietta, Stern Ritter "T" Candice Catnipp, Stern Ritter "Z" Giselle Gewelle, Stern Ritter "P" Meninas McAllon e Stern Ritter "G" Liltotto Lamperd. Sebbene inizialmente resista, Kenpachi è sopraffatto dal loro potere combinato. Ichigo improvvisamente precipita, creando un buco che conduce al Soul Palace e senza sforzo lancia i quattro Stern Ritter lontano da Kenpachi. Sia i Soul Reapers che gli Stern Ritter sono scioccati dal suo ingresso. Arrabbiati per lo status di Ichigo come Special War Power insieme a Kenpachi, i quattro Stern Ritter attivano i loro Quincy Vollständigs per affrontare Ichigo, ma nessuno riesce a mettergli le mani addosso. Quando Candice carica un fulmine gigante, Ichigo combina due Getsuga Tenshō dai suoi due veri Zanpakutō in un Getsuga Jūjishō, tagliandole il braccio. Giselle usa il tessuto di uno Shinigami morto per generare un nuovo braccio per lei. Quando cercano di riorganizzarsi per un altro attacco, Bazz-B usa Burner Finger 1 e li abbatte tutti per rivendicare la gloria di aver sconfitto Ichigo per sé, ma poi arrivano altri tre Stern Ritter. Circondato otto a uno, Ichigo cerca di volare via da Yhwach, che sta cercando di usare il buco che il primo ha creato per invadere il Soul Palace. Renji, Rukia, Byakuya, Hisagi, Yumichika e Ikkaku intervengono per tenere a bada gli Stern Ritter, mentre Ichigo vola verso Yhwach. Uryū spara immediatamente a Ichigo, che è scioccato nel vederlo dalla parte di Yhwach. Quando Uryū attiva Licht Regen, Chad e Orihime arrivano da Hueco Mundo per bloccarlo. Mentre Yhwach ascende con Haschwalth e Uryū, i tre rimangono a bocca aperta. |                   |                   |
| 22 | Zombie allo scoperto 「Marching Out the ZOMBIES」 | 9 settembre 2023  | 4 novembre 2023   |
| 22 | L'ascesa di Yhwach al Palazzo delle Anime spazza via tutto e tutti nelle vicinanze. Shunsui si chiede perché Ichibē avrebbe permesso a Yhwach di ascendere così facilmente. Orihime e Chad rimproverano Ichigo, mentre Urahara arriva per condurli alla caserma della 12ª Divisione, dove Mayuri ha preventivamente costruito una replica monouso del cannone del clan Shiba per sparare al gruppo di Ichigo fino al palazzo. Richiedendo un'enorme energia spirituale per sparare, Urahara ha fatto sì che Yoruichi Shihōin e i restanti Visored raccogliessero Reishi dalle distorsioni nel Mondo Umano, create dai Quincy sin dalla prima invasione. Byakuya è circondato da Candice e altri due Quincy, mentre Bazz-B si inimica Renji e Rukia non appena emergono dalle macerie. Iba esce dalle macerie, dopo aver protetto il lupo precedentemente noto come Komamura. Giselle cerca di provocare Ikkaku e Yumichika in un attacco, così da poter essere controllati, ma quando quest'ultimo rivela che Giselle è un travestito maschio, si arrabbiano ed evocano la semi-cosciente non morta Bambietta. Giselle spiega che possono zombificare e controllare gli Soul Reapers solo con un po' del loro sangue che li tocca, ma un Quincy in realtà deve essere morto perché possano controllarlo, quindi hanno giustiziato personalmente Bambietta. Incapaci di combattere l'abilità di Bambietta, i due sono sopraffatti e sul punto di essere zombificati, finché Mayuri e Nemu non intervengono. Mayuri, avendo già creato un dispositivo per contrastare l'abilità di Bambietta, annulla il suo utilizzo come pedina. Giselle evoca il loro esercito di Soul Reapers zombificati, composto principalmente da membri della Squadra 11. Mayuri rivela quindi le sue pedine, l'ex Sexta Espada Luppi Antenor rianimato , i due Privaron Espada Dordoni Alessandro Del Socaccio e Cirucci Sanderwicci, così come la Fracción Charlotte Chuhlhourne di Segunda Espada Baraggan Louisenbairn, tutti recuperati da Mayuri dal laboratorio di Octava Espada Szayelaporro Grantz. Gli arrancar resuscitati iniziano senza sforzo a eliminare gli zombi di Giselle, quindi evocano lo zombificato Hitsugaya. |                   |                   |
| 23 | Zombie allo scoperto 2 「Marching Out the ZOMBIES 2」 | 16 settembre 2023 | 11 novembre 2023  |
| 23 | Hitsugaya zombificato sconfigge senza sforzo Ikkaku, Yumichika e Charlotte, ma poi Mayuri interviene e usa varie droghe su Hitsugaya per risvegliare lentamente il suo cervello e prendere il controllo dello zombie. Giselle evoca i loro zombie rimanenti, Kensei, Rose e Rangiku. Cirucci, Luppi e Dordoni pareggiano la battaglia e Mayuri riesce a usare le sue droghe per prendere le redini su di loro da Giselle, che viene poi impalata da uno di loro. Nel frattempo, Byakuya usa il suo Bankai per sconfiggere Candice, così come Stern Ritter "N" Robert Accutrone e Stern Ritter "U" NaNaNa, mentre Meninas e Liltotto guardano da lontano. Hisagi si unisce a Byakuya, ma poi cerca di attaccarlo. Stern Ritter "L" PePe Waccabrada, che è in grado di usare il suo Reishi per far innamorare di lui praticamente qualsiasi cosa che possieda un'anima, ha preso il controllo su di lui e poi prende il controllo di Meninas per colpire Liltotto, per eliminare la concorrenza. Quando PePe usa la sua abilità su Senbonzakura, la Zanpakutō si rivolta contro Byakuya e Hisagi inizia a brandirla. Quando Byakuya viene messo all'angolo, Mayuri e gli Soul Reapers zombificati arrivano, con Kensei che usa il suo Bankai per eliminare PePe e mettere KO il suo stesso luogotenente. PePe si risveglia tra le macerie e cerca di implorare l'avvicinarsi di Liltotto di risparmiarlo, ma lei lo consuma come vendetta per la sua pugnalata alle spalle. Durante questo, Yhwach, Haschwalth e Uryū arrivano nel Palazzo delle Anime. |                   |                   |
| 24 | Troppo presto per una vittoria troppo tardi per sapere 「Too Early to Win, Too Late to Know」 | 23 settembre 2023 | 18 novembre 2023  |
| 24 | Nei tempi antichi, Ichibē si sedette con il giovane Yhwach per firmare un trattato di non aggressione verso i Quincy. Yhwach vide attraverso il suo inganno e si chiese perché i Soul Reapers avessero schiavizzato il Soul King, un essere divino, il padre di Yhwach e lo avessero costretto a separare quello che un tempo era un regno di vita infinita nel Mondo dei Viventi, Hueco Mundo e Soul Society. Ichibē gli diede quindi il braccio sinistro del Soul King per placarlo, ma Yhwach decise di salvare suo padre cancellandolo, insieme al mondo. Nel presente, Senjumaru e i suoi Sacri Soldati trattengono Yhwach, Haschwalth e Uryū. I Soldaten evocati da Haschwalth vengono uccisi dai Sacri Soldati, ma poi Yhwach evoca Stern Ritter "W" Nianzol Wiezol dalla sua ombra, che li uccide, ma viene a sua volta immobilizzato ed eliminato da Senjumaru. Mentre Nianzol muore, Urahara spara con il cannone per inviare Ichigo, Orihime, Chad, Yoruichi e Ganju Shiba al Palazzo Reale. Yhwach convoca quindi la Guardia d'Elite di Stern Ritter, la Schutzstaffel, composta da Stern Ritter "X" Lille Barro, Stern Ritter "M" Gerard Valkyrie, Stern Ritter "C" Pernida Parnkgjas e il recentemente promosso Stern Ritter "D" Askin Nakk Le Vaar. Lille usa immediatamente il suo fucile da cecchino Reishi per sparare alla testa di Senjumaru e far saltare in aria quello che crede essere il palazzo personale dei membri della Squadra 0. Senjumaru si rivela viva e spiega anche che in realtà si trovano in un finto Palazzo dell'Anima, una trappola in cui sono intrappolati, creata da Hikifune. Anche Hikifune, Kirinji e Nimaiya intervengono. Nimaiya mostra una Zanpakutō fallita che aveva creato molto tempo fa, chiamata Sayafushi, che è così affilata e liscia che nessun fodero può contenerla. Le Schutzstaffel attaccano Nimaiya tutte insieme, ma lui le uccide tutte senza sforzo. Yhwach usa la sua carta vincente per sfuggire alla trappola e andare direttamente al palazzo di Ichibē. |                   |                   |
| 25 | Il padrone 「THE MASTER」 | 30 settembre 2023 | 25 novembre 2023  |
| 25 | Alle rovine della caserma della Squadra 12, Urahara viene raggiunto dai restanti Visored, Hiyori Sarugaki, Lisa Yadōmaru , Hachigen Ushōda e Love Aikawa, così come da Yūshirō Shihōin, il fratellino di Yoruichi e attuale capo del clan, così da potersi dirigere al Palazzo Reale. Al riparo sotto le macerie, la ferita Giselle cerca di curarsi, succhiando il sangue dalla zombificata Bambietta, prima di essere raggiunta da Liltotto, mentre anche Meninas e Candice si riprendono. Ichibē ingaggia Yhwach in una battaglia aerea, rivelando che la sua Zanpakutō a forma di pennello non taglia oggetti fisici, ma i loro nomi e ne dimezza il potere, quindi quando taglia Yhwach con essa, anche la sua forza si dimezza e viene respinto. Kirinji attiva il suo Shikai e ingaggia Haschwalth in battaglia, che viene presto abbattuto. Uryū combatte Senjumaru in cima ai rami, ma la sua pioggia di Licht Regen viene bloccata da Senjumaru, che respinge il Reishi su Uryū, mettendolo KO. Nimaiya è scioccato dalla sopravvivenza di Askin, che spiega che il suo Schrift "D" lo rende quasi immortale, consentendogli di calcolare la "dose letale perfetta" di qualsiasi sostanza assuma nel suo corpo e quindi controllare la quantità come ritiene opportuno, inducendo un dosaggio letale di quella sostanza in coloro che lo circondano. Consumando il suo stesso sangue, Askin rende fatale per sé stesso un certo dosaggio del sangue di Nimaiya. Tuttavia, Kirinji interrompe la battaglia usando le sue sorgenti termali per ricostituire il sangue avvelenato di Nimaiya, che poi uccide Askin. Mentre Ichibē si avvicina a Yhwach, quest'ultimo attiva Auswählen per privare i Soldaten e gli Stern Ritter rimasti nel Seireitei, tra cui il gruppo di Bambietta e Bazz-B, della loro abilità Reishi e Schrift, per ridistribuirla tra sé e coloro che ritiene opportuni, resuscitando così Haschwalth e tutti gli Schutzstaffel, che quindi attivano il loro Vollständig. Nel frattempo, tra le rovine del Seireitei, Shunsui lascia il suo posto poiché il Soul Palace è il vero obiettivo e si unisce al capitano della 13ª Squadra Jūshirō Ukitake , che ha usato una benda chiamata Kamikake per avvolgere il suo corpo per combattere la sua malattia, così da potersi unire alla battaglia. |                   |                   |
| 26 | Nero 「BLACK」 | 30 settembre 2023 | 30 novembre 2023  |
| 26 | Lille spara immediatamente a Nimaiya, che teorizza che il fatto che Lille sia ora in grado di sparargli sia parte del potenziamento ricevuto da Auswählen, ma Lille spiega che il suo Schrift "X" è la capacità di sparare a qualsiasi cosa si trovi tra la sua volata e ciò che lui considera il suo bersaglio, motivo per cui non può essere bloccato, come dimostrato dal tentativo di Hikifune e Kirinji di proteggere Nimaiya con la loro Zanpakutō fallendo, quindi Senjumaru vola via con il ferito Nimaiya e lo cura. Hikifune invade la gabbia, quindi tutti vengono separati in battaglie 1 contro 1. Senjumaru riesce a usare il suo ago da cucito per immobilizzare Gerard, Hikifune cerca di seppellire Pernida sotto i suoi semi di Reishi, mentre Askin adotta una tattica mordi e fuggi nel suo scontro con Kirinji e Nimaiya si insinua tra gli attacchi di Lille prima di stare sulla sua canna per tagliarlo. Ichibē usa Hado e vari attacchi per avvicinarsi e ferire Yhwach, dopodiché attiva il suo Shikai, trasformando il suo pennello in una specie di glaive che può spruzzare inchiostro nero in giro. La lama di Yhwach è ricoperta di inchiostro e Ichibē spiega che tutto ciò che viene spruzzato dal suo inchiostro perde il suo nome, e ciò che non ha nome, non ha nemmeno potere. Gerard si libera quando Senjumaru cerca di trafiggergli il cuore e la scaraventa a terra. Pernida annienta le radici che Hikifune usa e la ferisce gravemente. Poiché Kirinji lo sottovaluta continuamente, Askin riesce a scivolare dietro di lui e a sparargli attraverso. Mentre Lille sta raggiungendo la sua velocità di movimento, Nimaiya cerca di avvicinarsi a Lille frontalmente mettendo Yhwach nello stesso mirino, ma Lille spara attraverso Nimaiya, poiché la sua abilità si estende solo al suo bersaglio, non oltre lui. Yhwach assorbe l'abilità dell'inchiostro di Ichibē per rivoltarla contro di lui. La Squadra 0 risorge nonostante le provocazioni degli Schutstaffel. Nimaiya spiega che se combattessero con il loro vero potere, potrebbero distruggere i cieli, quindi hanno collegato le loro vite e sigillato la loro vera Zanpakutō. Nimaiya designa Senjumaru per gestire i Quincy e poi lui, Kirinji e Hikifune si uccidono per rilasciare il sigillo su di loro e potenziare Senjumaru con il loro collettivo, che usa il suo Bankai, Shatatsu Karagara Shigaraminotsuji per intrappolare i Quincy in una dimensione vuota che può manipolare usando il tessuto e il telaio al suo interno. L'attivazione del suo Bankai provoca tremori nel Seireitei, nel Mondo Umano e nell'Hueco Mundo allo stesso tempo. Nella sua dimensione Bankai, Senjumaru tesse il suo tessuto per creare metodi specifici con cui uccide gli Schutzstaffel, Haschwalth e apparentemente Uryū. Ichibē ricopre Yhwach di inchiostro nero con una gigantesca spruzzata, rivelando che quando attiva il suo Shikai, la sua abilità Black, assorbirebbe il colore del nero da tutti gli esseri viventi in tutti i mondi per fornire inchiostro. Ichibē attiva quindi il suo Shin'uchi, un precursore di Bankais (la sua Zanpakutō è la prima ad essersi mai evoluta in tale stato), Shirafude Ichimonji, con il quale può rinominare le cose che il suo Shikai ha dipinto per renderle senza nome e usa questo per rinominare Yhwach in un essere fragile, una "formica nera". Quindi schiaccia Yhwach sotto il suo piede come un insetto e lo lancia giù dal Palazzo delle Anime. |                   |                   |